# 33044 Erikdavy
33044 Erikdavy è un asteroide della fascia principale. Scoperto nel 1997, presenta un'orbita caratterizzata da un semiasse maggiore pari a 2,3787560 UA e da un'eccentricità di 0,0914944, inclinata di 0,51187° rispetto all'eclittica.